# Francesco Dall’Olio
FrancescoDall’Olio, pseudonim Pupo (ur. 30 grudnia 1953 w Modenie) – włoski siatkarz, medalista igrzysk olimpijskich i mistrzostw świata, wielokrotny mistrz Włoch oraz trener siatkarski.
Jego syn Andrea, również jest siatkarzem i gra na pozycji rozgrywającego.

## Życiorys

### Kariera reprezentacyjna
Dall'Olio zadebiutował w reprezentacji Włoch 7 czerwca 1972 w przegranym meczu z Czechosłowacją. Wystąpił na igrzyskach olimpijskich 1976 odbywających się w Montrealu, podczas których zagrał we wszystkich spotkaniach. Włosi, którzy przegrali wszystkie mecze zajęli 8. miejsce w swoim pierwszym siatkarskim turnieju olimpijskim. Wywalczył srebro podczas mistrzostw świata 1978 rozgrywanych w jego ojczyźnie. Podczas igrzysk olimpijskich 1980 w Moskwie wystąpił we wszystkich meczach fazy grupowej i wygranym spotkaniu o 9. miejsce Libią. Reprezentował Włochy na igrzyskach olimpijskich 1984 w Los Angeles. Zagrał w jednym z czterech meczów fazy grupowej, półfinale i zwycięskim pojedynku o brąz z Kanadą. W drużynie narodowej do 1987 rozegrał 243 lub 254 meczów.

#### Sukcesy
Mistrzostwa Świata:
- 1978

Igrzyska Olimpijskie:
- 1984

### Kariera klubowa
Był zawodnikiem włoskich klubów Panini/Daytona Las Modena (1969–1981, 1984–1986, 1994–1995), Casio Milano (1981–1983), Zinella Volley Bologna występującego pod nazwami Bartolini, Camst i Fochi Bologna (1983–1984, 1987–1989, 1992–1994), Acqua Pozzillo Catania (1986–1987), Olio Venturi Spoleto (1989–1990) i Gabeca Montichiari (1990–1992). Zdobył mistrzostwo Włoch sześciokrotnie w latach 1970, 1972, 1974, 1976, 1986 i 1995 oraz sześciokrotnie triumfował w pucharze Włoch w 1979, 1980 1984, 1985, 1986 i 1995. Zwyciężał w Pucharze Europy Zdobywców Pucharów w 1980, 1986, 1991, 1992 i 1995 oraz w Pucharze CEV w 1985.

#### Sukcesy
Liga włoska:
- 1970, 1972, 1974, 1976, 1986, 1995
- 1971, 1979, 1981, 1985

Puchar Włoch:
- 1979, 1980 1984, 1985, 1986, 1995

Puchar Europy Zdobywców Pucharów:
- 1980, 1986, 1991, 1992, 1995
- 1988, 1989

Puchar CEV:
- 1985

Superpuchar Europy:
- 1987, 1991

### Kariera trenerska
Po zakończeniu kariery zawodniczej pracował jako trener. Pełnił tę funkcję w klubach A.S. Pinuccio Capurso Volley i Volley Ferrara. W sezonie 1997/1998 z Casą Unibon Modena zdobył superpuchar Włoch, Puchar Włoch i Puchar Europy Mistrzów Klubowych. Następnie był trenerem m.in. zespołów Pallavolo Parma, 4Torri Ferrara, Copra Berni Piacenza, RPA-Luigibacchi.It Perugia i Sisley Treviso. W 2015 został asystentem trenera kobiecej reprezentacji Włoch, a w 2017 trenerem Volley Tricolore Reggio Emilia.

#### Sukcesy
Superpuchar Włoch:
- 1997

Superpuchar Europy:
- 1997

Puchar Włoch:
- 1998

Puchar Europy Mistrzów Klubowych:
- 1998

Puchar Top Teams:
- 2006

Puchar CEV:
- 2007

Liga włoska:
- 2007